# Franse grondwet van 1852
De Franse grondwet van 1852 was de grondwet van de Tweede Franse Republiek en later van het Tweede Franse Keizerrijk die werd afgekondigd op 14 januari 1852 door Frans president Lodewijk Napoleon Bonaparte na diens staatsgreep van 2 december 1851. Tegen het einde van 1852 werd deze grondwet reeds herzien door het senatus consultum van 7 november 1852. Hiermee werd op 2 december 1852 het Tweede Franse Keizerrijk uitgeroepen. Voortaan was Frankrijk voor de tweede maal in zijn geschiedenis een keizerrijk. President Lodewijk Napoleon Bonaparte werd keizer Napoleon III.

## Staatsgreep en nieuwe grondwet
President Lodewijk Napoleon Bonaparte pleegde een zelfcoup door zijn staatsgreep van 2 december 1852. Dit leidde het feitelijk einde in van de Tweede Franse Republiek, die slechts enkele jaren had bestaan, met name sinds in  1848 de laatste Franse koning Lodewijk Filips was afgezet. Op de dag van de staatsgreep liet president Bonaparte affiches aanplakken gericht aan het Franse volk, waarin hij aangaf om "het systeem van de eerste consul" herin te voeren. Dit was een verwijzing naar het Franse Consulaat van Napoleon Bonaparte, de latere Franse keizer en oom van de president. Het Consulaat kwam aan de macht na de Staatsgreep van 18 Brumaire in 1799 en ging in 1804 over in het Eerste Franse Keizerrijk.
De president liet zijn staatsgreep legitimeren door het plebisciet van 20 en 21 december 1851. Op het moment van de staatsgreep decreteerde president Bonaparte dat hij werk zou maken van een nieuwe grondwet. Hij vertrouwde het opstellen van een nieuwe grondwet toe aan een commissie die bestond uit Raymond-Théodore Troplong, Eugène Rouher, Jacques-André Mesnard, Victor de Persigny en Charles de Flahaut. Deze commissie stelde in een zeer korte periode een grondwet op, die werd afgekondigd op 14 januari 1852, slechts enkele weken na de staatsgreep van 2 december het jaar voordien.
Aanvankelijk, in januari 1852, bepaalde de grondwet dat het bestuur van de Franse Republiek voor tien jaar werd toevertrouwd aan prins Lodewijk Napoleon, de toenmalige president van de Republiek. De nieuwe grondwet werd reeds in datzelfde jaar gewijzigd door het senatus consultum van 7 november 1852, die het keizerlijk regime invoerde en dat voor onbepaalde duur. Het Tweede Franse Keizerrijk werd formeel uitgeroepen op 2 december 1852. Deze grondwetswijziging werd aan de bevolking voorgelegd met nieuw het plebisciet van 21 en 22 november 1852.

## Organisatie van de staatsmachten
Hoewel de nieuwe grondwet na het senatus consultum van 7 november 1852 de monarchie als staatsvorm instelde, met een keizer als staatshoofd, verwierp de grondwet wel het ancien régime, daar ze enkele grote principes van de Franse Revolutie bevestigde. Zo erkende, bevestigde en garandeerde de grondwet de Verklaring van de rechten van de mens en de burger uit 1789. Bovendien spiegelde keizer Napoleon III zich vooral aan het Eerste Franse Keizerrijk van zijn oom Napoleon I.

### Sterke keizer
Keizer Napoleon III was ervan overtuigd dat de democratie zich diende te verpersoonlijken in één persoon. Hierdoor vertaalde zijn regime zich in een sterke persoonlijke macht voor de keizer, onder de controle van de Franse kiezers, die zich volgens het algemeen enkelvoudig stemrecht voor mannen geregeld in plebiscieten kon uitspreken. De grondwet stelde immers dat de president/de keizer rechtstreeks verantwoording verschuldigd was aan de Franse bevolking, "waar hij steeds beroep op kon doen". Napoleon III baseerde zijn macht daardoor op volkssoevereiniteit, eerder dan op de constitutionele monarchie, zoals dat bestond in Frankrijk ten tijde van de Julimonarchie (1830-1848), in België sinds de Belgische Revolutie van 1830 en de Belgische Grondwet van 7 februari 1831 en in Nederland sinds de Grondwetsherziening van 1848.
De uitvoerende macht berustte bij de president en nadien bij de keizer. De grondwet stelde namelijk dat "de president van de Republiek regeert door middel van de ministers, de Raad van State, de Senaat en het Wetgevend Lichaam". Keizer Napoleon III oefende enerzijds de klassieke prerogatieven van een staatshoofd uit, zoals daar zijn het voeren van het opperbevel over het leger, het genaderecht, het sluiten van verdragen enzovoort. Anderzijds was hij tevens de regeringsleider, aangezien hij de ministers benoemde, die aanvankelijk ministeriële verantwoordelijkheid diende af te leggen aan de keizer en niet aan het parlement, en aangezien hij het recht had om het zogenaamde Wetgevend Lichaam, de belangrijkste kamer van het parlement, te ontbinden.
De wetgevende macht kwam gezamenlijk toe aan de president en later de keizer, aan de Senaat en aan het Wetgevend Lichaam. In het uitoefenen van de wetgevende macht werd de keizer bijgestaan door de Raad van State, die door de keizer werd gecontroleerd en voorgezeten en die het voorbereiden van wetgeving als voornaamste opdracht had. Aanvankelijk, ten tijde van het Autoritaire Keizerrijk, had de keizer het exclusieve initiatiefrecht. Bovendien kon hij een veto uitspreken tegen wetten (besluiten van het Wetgevend Lichaam) en senatus consulta (besluiten van de Senaat).

### Zwak parlement
Het parlement, dat bestond uit het Wetgevend Lichaam en de Senaat, had slechts weinig macht vanwege zijn beperkte bevoegdheden. Dat geldde a fortiori in de periode 1852-1860, die men ook het Autoritaire Keizerrijk noemt.
Het Wetgevend Lichaam bestond uit 260 volksvertegenwoordigers, die werden verkozen voor een termijn van zes jaar. De verkiezingen geschiedden op basis van algemeen enkelvoudig stemrecht voor mannen, zij het dat de kiesomschrijvingen en het systeem van "officiële kandidaten" de voorstanders van het Keizerrijk bevoordeelden. Bovendien had het Wetgevend lichaam aanvankelijk geen initiatiefrecht en controleerde het evenmin de ministers. Deze assemblee beschikte voorts over geen enkele vorm van organisatorische autonomie, aangezien haar voorzitter door de regering werd benoemd en haar reglement door de regering werd opgesteld.
De Senaat bestond uit 80 tot 150 senatoren, die ofwel senatoren van rechtswege waren (kardinalen, maarschalken en admiralen) ofwel als senator voor het leven werden benoemd door keizer Napoleon III. De Senaat kon geen wetten aannemen maar wel zogenaamde senatus consulta. Met zulke normen met kracht van wet kon men de staatsinstellingen hervormen en de grondwet wijzigen.
Vooral na 1860 werden de bevoegdheden van het parlement verruimd. Men noemt deze periode die van het Liberale Keizerrijk. Zo werden de verslagen van de debatten in het Wetgevend Lichaam vanaf 1861 gepubliceerd, kreeg deze assemblee in 1867 het recht om ministers te interpelleren in 1867 en het initiatiefrecht in 1869.
Op 4 september 1870 werd de Derde Franse Republiek afgekondigd en kwam er een einde aan het Tweede Franse Keizerrijk.